# 찰스 테런스 클레그 월
찰스 테런스 클레그 월(영어: Charles Terence Clegg Wall, 1936년 ~ )은 영국의 수학자이다. 고차원 다양체의 위상수학에 공헌하였다.

## 생애
1936년 12월 14일에 태어났다. 말버러에 있는 명문 사립 학교인 말버러 칼리지(영어: Marlborough College)를 졸업하였고, 이후 케임브리지 대학교 트리니티 칼리지(영어: Trinity College)에서 박사 학위를 수여받았다.
1959년 샌드라 헌쇼(영어: Sandra Hearnshaw)와 결혼하여 4명의 자녀 및 7명의 손자·손녀를 두었다. 영국 사회민주당 당원이었으며, 1988년이 사회민주당이 합당하여 영국 자유민주당이 된 이후 이 당의 당원으로 있다.